# Acide fluorophosphorique
L'acide fluorophosphorique est un composé chimique de formule H2PO3F. C'est un liquide incolore visqueux qui se solidifie en refroidissant sous forme d'un verre.
On obtient l'acide fluorophosphorique en traitant du pentoxyde de phosphore P4O10 avec du fluorure d'hydrogène HF. On peut également l'obtenir par hydrolyse du fluorure de phosphoryle POF3 en passant par l'acide difluorophosphorique HPO2F2 :
POF3 + H2O → HF + HPO2F2 ;
HPO2F2 + H2O → HF + H2PO3F.
L'hydrolyse de l'acide fluorophosphorique donne l'acide phosphorique H3PO4 :
H2PO3F + H2O → HF + H3PO4.